# سوت‌کش سبزگون
سوت‌کش سبزگون (نام علمی: Schiffornis virescens) نام یک گونه از سرده سوت‌کش‌ها است.